# Cala Ginepro
Die Cala Ginepro liegt in der Mitte der Ostküste Sardiniens am nördlichen Ende des Golfo di Orosei. Außer ein paar Hotel- und Appartementanlagen und langen Sandstränden gibt es hier vor allem Kakteen, Palmen und die Macchia zu sehen. Cala Ginepro gehört zum Ort Orosei.

## Anfahrt
Man erreicht die Cala Ginepro von der Landstraße SS125 von Siniscola aus. Hier kommt die Straße noch in direkte Nähe der Küste, und man kann den Strand an verschiedenen Stellen über kleine Nebenstraßen und Fußwege erreichen.